# Craig Venter
Pour les articles homonymes, voir Venter (homonymie).
John Craig Venter, né le 14 octobre 1946 à Salt Lake City, est un biotechnologiste et homme d'affaires américain. Il s'est illustré dans la course au séquençage du génome humain grâce à une technique innovante.

## Biographie
Il vit son enfance à Millbrae, non loin de l'aéroport international de San Francisco, où il est un élève médiocre, pratiqua le surf et la natation. Durant son adolescence, Venter constata que son comportement était révélateur d’un trouble déficitaire de l’attention avec hyperactivité (TDAH), et trouva plus tard des variantes génétiques liées au TDAH dans son propre ADN.
Enrôlé pour la guerre du Viêt Nam, il sert dans le service médical de la Marine à Da Nang. Démoralisé, il tenta de se suicider en nageant vers le large, mais y renonce à deux kilomètres de la côte. À Da Nang, il subit, notamment, l'offensive du Tet en janvier 1968. Le Vietnam constitue un tournant dans sa vie.
À son retour, il reprend des études et obtient son Ph D, sept ans plus tard, à l'UCSD en décembre 1975 (étude sur le mode d'action de l'adrénaline). Il commence sa carrière scientifique à l'université de Buffalo (New York), puis il rejoint les National Institutes of Health (NIH) en 1984.

## Travaux
Au sein des NIH, il travaille d'abord sur les récepteurs des neurotransmetteurs. Il cherche en particulier à isoler leurs gènes et les séquencer. Il devient ce faisant un des pionniers du séquençage automatisé.
À cette occasion il invente une approche systématique nouvelle, qu'il appelle les EST, expressed sequence tags, ou étiquettes de séquence exprimées. Il s'agit de fragments d'ADN complémentaires qu'il séquence de manière systématique, sans les caractériser au préalable. En 1991 et 1992, son équipe détermine la séquence de plus de 2500 EST associés à des gènes exprimés dans le cerveau humain, ce qui double d'un seul coup le nombre de gènes humains pour lesquels des données de séquence ADN sont disponibles. Avec les NIH, son employeur, il dépose des brevets sur tous ces gènes, ce qui déclenche un tollé dans la communauté des biologistes. James Watson (prix Nobel, codécouvreur de la structure de l'ADN) sera parmi les plus farouches opposants à cette appropriation du vivant.
À la suite de la polémique, Venter quitte les NIH en 1992 pour monter une fondation privée appelée TIGR, The Institute for Genome Research et monte une plateforme de séquençage à grande échelle. Il débauche Hamilton Smith, prix Nobel de médecine 1978 pour la découverte des enzymes de restriction. Avec lui, il va s'attaquer au premier séquençage complet du génome d'un organisme vivant, la bactérie Haemophilus influenzae, qui sera achevé en 1995. Après cet exploit, Venter et le TIGR seront impliqués dans les séquençages de génomes de plusieurs organismes.
En 1998, Venter quitte le TIGR et fonde la Celera Genomics avec le soutien de la société Perkin-Elmer. Il devient le président et le directeur scientifique de cette nouvelle société dont l'objectif est de séquencer le génome humain, entrant ainsi en compétition avec le consortium public international. En 2000 Venter et Celera annoncent avoir fini de séquencer le génome, en même temps que le consortium international. En 2002, il admettra qu'une grande partie du génome séquencé par Celera est le sien. Son génome complet sera séquencé en 2007.
En 2002, Venter quitte Celera et monte l'Institut J. Craig Venter. Ses nouveaux objectifs sont d'explorer la biodiversité génomique et de parvenir à recréer un organisme vivant synthétique en laboratoire.
Pionnier incontestable de la génomique, inventeur des EST et du séquençage génomique massif, Craig Venter est décrit par ses détracteurs comme un franc-tireur (maverick). Ses approches iconoclastes, parfois brutales, ont été souvent décriées par ses collègues académiques. James Watson a ainsi déclaré devant une commission du congrès américain que ce que faisait Venter avec ses machines de séquençage, ce n'était pas de la science, un singe pourrait le faire.
Venter est actuellement président du Center for the Advancement of Genomics.

## Chromosome artificiel
Le 6 octobre 2007, il annonce au Guardian « un pas philosophique important dans l'histoire de notre espèce » : la création en laboratoire d'un chromosome artificiel de synthèse, premier pas vers la possible création d'une forme de vie artificielle. Cette nouvelle intervient avant l'assemblée annuelle de son propre institut scientifique à San Diego le 8 octobre 2007. Ce chromosome, que Venter et son équipe scientifique (parmi lesquels Hamilton Smith, prix Nobel de physiologie ou médecine) ont créé, copie des parts substantielles de l'ADN de la bactérie Mycoplasma genitalium (une bactérie qui vit dans les parties génitales de l'homme et des primates). Ce chromosome aurait été baptisé par ses créateurs Mycoplasma laboratorium.
En 2010, Craig Venter et son équipe publient dans le journal Science la description de la création d'une cellule à génome synthétique. Une bactérie baptisée Mycoplasma mycoides JCVI-syn1.0, créée en introduisant le chromosome JCVI-syn1.0 dans une bactérie Mycoplasma capricolum auparavant privée de son ADN. Cette première constitue une avancée importante dans le domaine de la biologie de synthèse,,.